# Entrenadores del Dinamo de Bucarest
La siguiente es una lista de los entrenadores del FC Dinamo Bucureşti por temporada desde su fundación en 1948.
| Temporada | Nombre                                   | Nacionalidad | Periodo              | Títulos         |
| --------- | ---------------------------------------- | ------------ | -------------------- | --------------- |
| 1948–1949 | Coloman Braun-Bogdan                     | Rumania      | agosto-noviembre     |                 |
| 1948–1949 | Rudolf Wetzer                            | Rumania      | feb-                 |                 |
| 1952-1952 | Iuliu Baratky                            | Rumania      |                      |                 |
| 1953-1953 | Iuliu Baratky                            | Rumania      | marzo-mayo           |                 |
| 1953-1953 | Angelo Niculescu                         | Rumania      | mayo-                |                 |
| 1954-1954 | Angelo Niculescu y Nicolae Vilcov        | Rumania      |                      |                 |
| 1955-1955 | Angelo Niculescu                         | Rumania      |                      | Liga            |
| 1957–1958 | Iuliu Baratky y Nicolae Gheorghe         | Rumania      |                      |                 |
| 1958–1959 | Iuliu Baratky                            | Rumania      |                      | Copa            |
| 1959–1960 | Iuliu Baratky                            | Rumania      | -octubre             |                 |
| 1959–1960 | Nicolae Nicusor Dumitru y Traian Ionescu | Rumania      | noviembre-           |                 |
| 1960–1961 | Nicolae Nicusor Dumitru y Traian Ionescu | Rumania      |                      |                 |
| 1961–1962 | Nicolae Nicusor Dumitru y Traian Ionescu | Rumania      |                      | Liga            |
| 1962–1963 | Nicolae Nicusor Dumitru y I Nedelescu    | Rumania      | agosto-marzo         |                 |
| 1962–1963 | Traian Ionescu                           | Rumania      | marzo-               | Liga            |
| 1963–1964 | Nicolae Nicusor Dumitru y Traian Ionescu | Rumania      |                      | Liga y Copa     |
| 1964–1965 | Angelo Niculescu                         | Rumania      |                      | Liga            |
| 1965–1966 | Angelo Niculescu y Traian Ionescu        | Rumania      |                      |                 |
| 1966–1967 | Traian Ionescu                           | Rumania      |                      |                 |
| 1967–1968 | Traian Ionesc y Marian Bazil             | Rumania      | agosto-septiembre    |                 |
| 1967–1968 | Marian Bazil                             | Rumania      |                      | Copa            |
| 1968–1969 | Marian Bazil                             | Rumania      |                      |                 |
| 1969–1970 | Nicolae Nicusor Dumitru                  | Rumania      |                      |                 |
| 1970–1971 | Nicolae Nicusor Dumitru                  | Rumania      | -marzo               |                 |
| 1970–1971 | Nicolae Nicusor Dumitru y Traian Ionescu | Rumania      |                      | Liga            |
| 1971–1972 | Nicolae Nicusor Dumitru                  | Rumania      |                      |                 |
| 1972–1973 | Ion Nunweiller                           | Rumania      |                      | Liga            |
| 1973–1974 | Ion Nunweiller III                       | Rumania      | agosto-marzo         |                 |
| 1973–1974 | Nicolae Nicusor Dumitru y Ion Nunweiller | Rumania      | marzo-               |                 |
| 1974–1975 | Nicolae Nicusor Dumitru y Ion Nunweiller | Rumania      |                      | Liga            |
| 1975–1976 | Nicolae Nicusor Dumitru                  | Rumania      | agosto-marzo         |                 |
| 1975–1976 | Ion Nunweiller                           | Rumania      | marzo-               |                 |
| 1976–1977 | Ion Nunweiller                           | Rumania      |                      | Liga            |
| 1977–1978 | Ion Nunweiller III                       | Rumania      |                      |                 |
| 1978–1979 | Ion Nunweiller III                       | Rumania      |                      |                 |
| 1979–1980 | Angelo Niculescu                         | Rumania      |                      |                 |
| 1980–1981 | Valentin Stanescu                        | Rumania      |                      |                 |
| 1981–1982 | Valentin Stanescu                        | Rumania      |                      | Liga y Copa     |
| 1982–1983 | Nicolae Nicusor Dumitru                  | Rumania      |                      | Liga            |
| 1983–1984 | Nicolae Nicusor Dumitru                  | Rumania      |                      | Liga y Copa     |
| 1984–1985 | Cornel Dinu                              | Rumania      | septiembre-abril     |                 |
| 1984–1985 | Iosif Varga                              | Rumania      | abril                |                 |
| 1985–1986 | Constantin Cernaianu                     | Rumania      | agosto-noviembre     |                 |
| 1985–1986 | Mircea Lucescu                           | Rumania      | noviembre            | Copa            |
| 1986–1987 | Mircea Lucescu                           | Rumania      |                      |                 |
| 1987–1988 | Mircea Lucescu                           | Rumania      |                      |                 |
| 1988–1989 | Mircea Lucescu                           | Rumania      |                      |                 |
| 1989–1990 | Mircea Lucescu                           | Rumania      |                      | Liga y Copa     |
| 1990–1991 | Gheorghe Mulţescu                        | Rumania      |                      |                 |
| 1991–1992 | Florin Halagian                          | Rumania      |                      | Liga            |
| 1992–1993 | Florin Halagian                          | Rumania      |                      |                 |
| 1993–1994 | Florin Halagian                          | Rumania      |                      |                 |
| 1994–1995 | Ion Moldovan                             | Rumania      | agosto-diciembre     |                 |
| 1994–1995 | Remus Vlad                               | Rumania      | diciembre-           |                 |
| 1995–1996 | Remus Vlad                               | Rumania      | agosto-noviembre     |                 |
| 1995–1996 | Ionel Augustin                           | Rumania      | noviembre-febrero    |                 |
| 1995–1996 | Marian Bondrea                           | Rumania      | febrero-             |                 |
| 1996–1997 | Marian Bondrea                           | Rumania      | -diciembre           |                 |
| 1996–1997 | Cornel Dinu                              | Rumania      | diciembre            |                 |
| 1996–1997 | Cornel Ţălnar                            | Rumania      |                      |                 |
| 1997–1998 | Viorel Hizo                              | Rumania      | agosto-abril         |                 |
| 1997–1998 | Cornel Dinu                              | Rumania      | abril-               |                 |
| 1998–1999 | Cornel Dinu                              | Rumania      |                      |                 |
| 1999–2000 | Cornel Dinu                              | Rumania      |                      | Liga y Copa     |
| 2000–2001 | Cornel Dinu                              | Rumania      |                      | Copa            |
| 2001–2002 | Cornel Dinu                              | Rumania      | agosto-septiembre    |                 |
| 2001–2002 | Ion Marin                                | Rumania      | septiembre-          | Liga            |
| 2002–2003 | Ion Moldovan                             | Rumania      | agosto               |                 |
| 2002–2003 | Florin Marin                             | Rumania      | septiembre-octubre   |                 |
| 2002–2003 | Cornel Dinu                              | Rumania      | octubre-marzo        |                 |
| 2002–2003 | Ioan Andone                              | Rumania      | marzo-               | Copa            |
| 2003–2004 | Ioan Andone                              | Rumania      |                      | Liga y Copa     |
| 2004–2005 | Ioan Andone                              | Rumania      |                      | Copa            |
| 2005–2006 | Ioan Andone                              | Rumania      | agosto-marzo         |                 |
| 2005–2006 | Ion Marin                                | Rumania      | marzo-abril          |                 |
| 2005–2006 | Florin Marin                             | Rumania      | abril-               |                 |
| 2006–2007 | Mircea Rednic                            | Rumania      |                      | Liga            |
| 2007–2008 | Mircea Rednic                            | Rumania      | -septiembre          |                 |
| 2007–2008 | Walter Zenga                             | Italia       | septiembre-diciembre |                 |
| 2007–2008 | Cornel Dinu y Cornel Ţălnar              | Rumania      | diciembre-           |                 |
| 2008–2009 | Mircea Rednic                            | Rumania      |                      |                 |
| 2009      | Dario Bonetti                            | Italia       |                      |                 |
| 2009-2010 | Cornel Țălnar                            | Rumania      |                      |                 |
| 2010–2011 | Ioan Andone                              | Rumania      |                      |                 |
| 2011–2012 | Liviu Ciobotariu                         | Rumania      | jul-abr              |                 |
| 2011–2012 | Dario Bonetti                            | Italia       | abr-                 | Copa, Supercopa |
| 2012–2013 | Dorinel Munteanu                         | Rumania      | nov-dic              |                 |
| 2012–2013 | Cornel Țălnar                            | Rumania      | dic-                 |                 |

- Datos: Q2164469